# Tsering Choedon Dhompa
Tsering Choedon Dhompa (tibétain : ཚེ་རིང་ཆོས་སྒྲོན་སྡོམ་པ, Wylie : tshe ring chos sgron sdom pa) née au Tibet en 1945 et morte le 1er janvier 1994 en Inde est une femme politique, députée.

## Biographie
De son nom de naissance, Tashi Dolkar, elle quitte le Tibet à l'âge de 14 ans, traversant les montagnes de l’Himalaya pour atteindre le Népal comme des milliers d'autres Tibétains en 1959.
En 1969 est née sa fille Tsering Wangmo Dhompa.
Tsering Choedon Dhompa est une des premières femmes tibétaines élue députée du Parlement tibétain en exil, en 1972 et réélue en 1976, où elle représente la région du Kham.
Elle est décédée dans un tragique accident de voiture le jour du nouvel an de 1994 sur la route de Dharamsala.
Après la mort de sa mère, Tsering Wangmo Dhompa visite pour la première fois le Kham, un pèlerinage sur la terre de ses ancêtres que sa mère qui souhaitait le faire ne put réaliser.
Chaque année, mère et fille entreprenaient un long pèlerinage de Dharamsala à Bodh-Gaya et à Katmandou, et avaient ainsi l'occasion de se côtoyer sur la route. Tsering Wangmo pense que sa mère souhaitait lui transmettre une identité tibétaine indissociable d'une dévotion au bouddhisme tibétain.